# ロベルト・ガンビーノ
ロベルト・ガンビーノは、イタリアの都市計画家、都市研究者。トリノ工科大学教授。ANCASA会員。
1935年クーネオ市生まれ。大学で都市計画学を教えるかたわら、イタリア各地の都市基本計画PRGを策定する。

## おもな実績
- トリノ市の都市基本計画策定　1980年
- グラン・パラディーゾ景観計画　1995年-1998年
- パトヴァ市緑地と水城の整備に関する研究
- ベルガモ市丘陵地公園計画　1992年-1994年